# Philippe Van Parijs
Philippe Van Parijs (Sint-Agatha-Berchem, 23 mei 1951) is een Belgisch econoom en filosoof.

## Biografie
Van Parijs studeerde economie, rechten, sociologie en linguïstiek en behaalde een doctorsgraad aan de Universiteit van Oxford. Hij is hoogleraar aan de Université catholique de Louvain en de Harvard-universiteit.

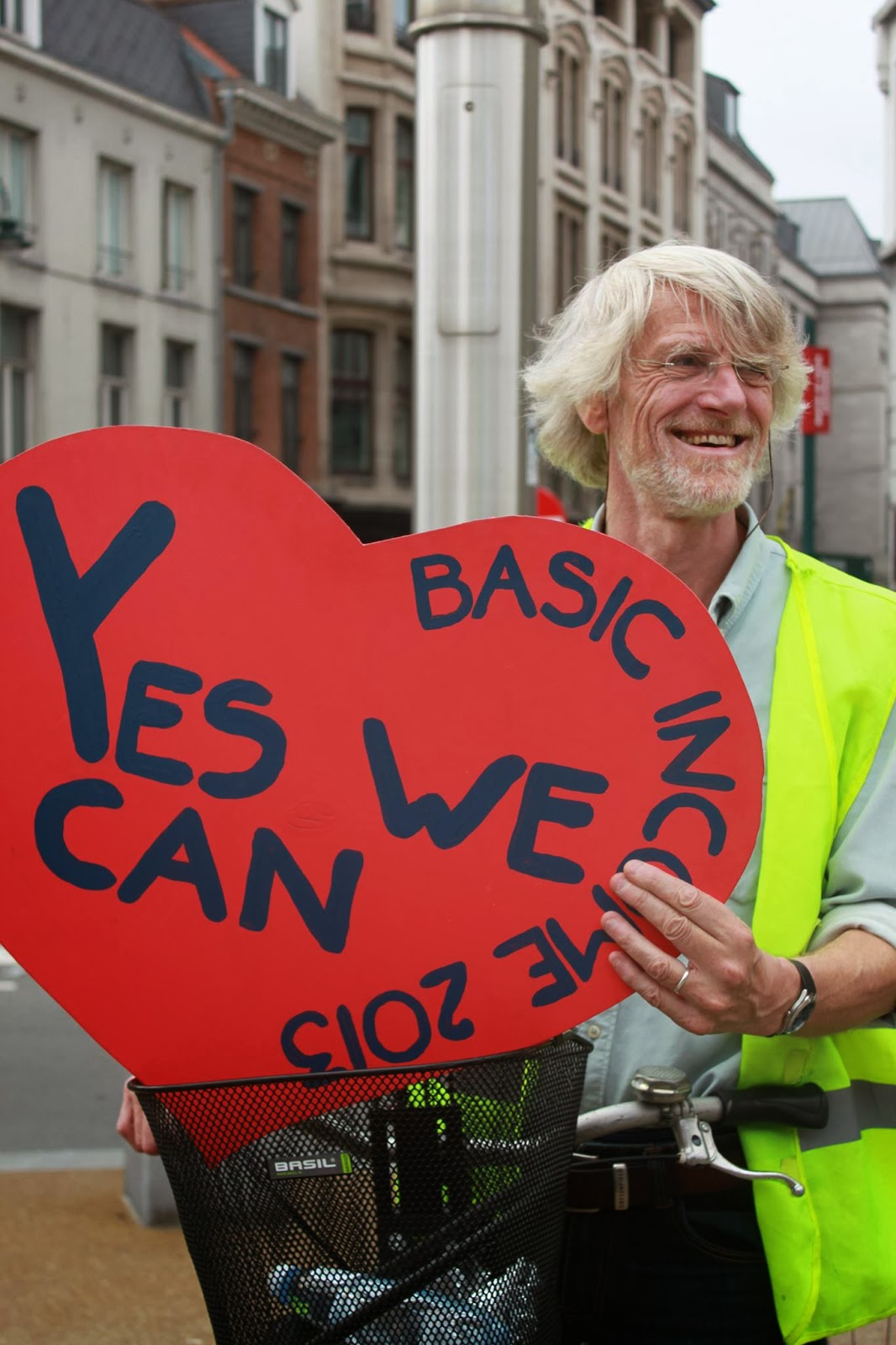
Philippe Van Parijs activist in 2013 voor basisinkomen

Hij geniet wereldwijde bekendheid als promotor van het basisinkomen. In die hoedanigheid stichtte hij in 1986 het Basic Income Earth Network. Hoewel zelf geen uitgesproken marxist, wordt Van Parijs geassocieerd met het analytisch marxisme. Verder is hij samen met Kris Deschouwer woordvoerder van de Paviagroep, die pleitte voor de invoering van een federale kieskring in België.
Van Parijs spreekt Frans, Nederlands, Engels, Duits, Italiaans, Spaans en Portugees.

## Erkenning
- 2001: Francquiprijs, de meest prestigieuze Belgische universitaire onderscheiding.
- 2008: eredoctoraat van de Université Laval in Québec
- 2011: Arkprijs van het Vrije Woord.

### Als auteur
- 1981: Evolutionary Explanation in the Social Sciences. An Emerging Paradigm
- 1990: Le Modèle économique et ses rivaux. Introduction à la pratique de l'épistémologie des sciences sociales
- 1991: Qu'est-ce qu'une société juste? Introduction à la pratique de la philosophie politique
- 1993: Marxism Recycled
- 1995: Real Freedom for All. What (If Anything) Can Justify Capitalism
- 1995: Sauver la solidarité (in 1996 vertaald in een uitgebreide editie als Solidariteit voor de XXIste eeuw)
- 1996: Refonder la solidarité
- 2000: Ethique économique et sociale (met Christian Arnsperger)
- 2001: What's Wrong with a Free Lunch?
- 2002: Hacia una concepción de la justicia social global
- 2005: L'Allocation universelle (met Yannick Vanderborght, vertaald als Ein Grundeinkommen für alle? Geschichte und Zukunft eines radikalen Vorschlags)
- 2011: Linguistic Justice for Europe and for the World (in 2015 vertaald als Taal en rechtvaardigheid in Europa en de wereld)
- 2011: Just Democracy. The Rawls-Machiavelli Programme
- 2017: Basic Income. A Radical Proposal for a Free Society and a Sane Economy (met Yannick Vanderborght)
- 2018: Belgium. Une utopie pour notre temps (vertaald als Belgium. Een utopie voor onze tijd)

### Als redacteur
- Fondements d'une théorie de la justice. Essais critiques sur la philosophie politique de John Rawls, 1984 (met Jean Ladrière)
- Les Limites de l'inéluctable. Penser la liberté au seuil du troisième millénaire, 1991 (met Jean-Marie Chaumont)
- La Pensée écologiste. Essai d'inventaire à l'usage de ceux qui la pratiquent comme de ceux qui la craignent, 1991 (met Frank Roose)
- Ni Ghetto ni tour d'ivoire. L'éthique économique et sociale aujourd'hui, 1993
- Cultural Diversity versus Economic Solidarity, 2004
- After the Storm. How to Save Democracy in Europe, 2015 (met Luuk van Middelaar, Na de storm. Hoe we de democratie in Europa kunnen redden)

### Artikelen
- Brussel hoofdstad van Europa: de nieuwe taalkundige uitdagingen (Brussels Studies, 2007)
- Brussel hoofdstad van Europa: een ecologisch verantwoorde keuze? (Brussels Studies, 2010)
- Multilingual Brussels: past, present and future , in: Eric Corijn & Jessica van der Ven (eds.), The Brussels Reader. A Small World City to Become the Capital of Europe, 2013, p. 269-289